# ريو نيشيجوتشي
ريو نيشيجوتشي (باليابانية: 西口 諒) (4 نوفمبر 1990 في شيغا في اليابان – )؛ هو لاعب كرة قدم ياباني سابق كان يلعب كمدافع.

## وصلات خارجية
- ريو نيشيجوتشي على موقع رابطة كرة القدم اليابانية للمحترفين (اليابانية)
- ريو نيشيجوتشي على موقع قاعدة بيانات كرة القدم.إي يو (الإنجليزية)
- ريو نيشيجوتشي على موقع Soccerway.com (الإنجليزية)